# Phidippus
Genre
Phidippus est un genre d'araignées aranéomorphes de la famille des Salticidae.

## Distribution
Les espèces de ce genre se rencontrent en Amérique et en Asie du Sud.

## Description

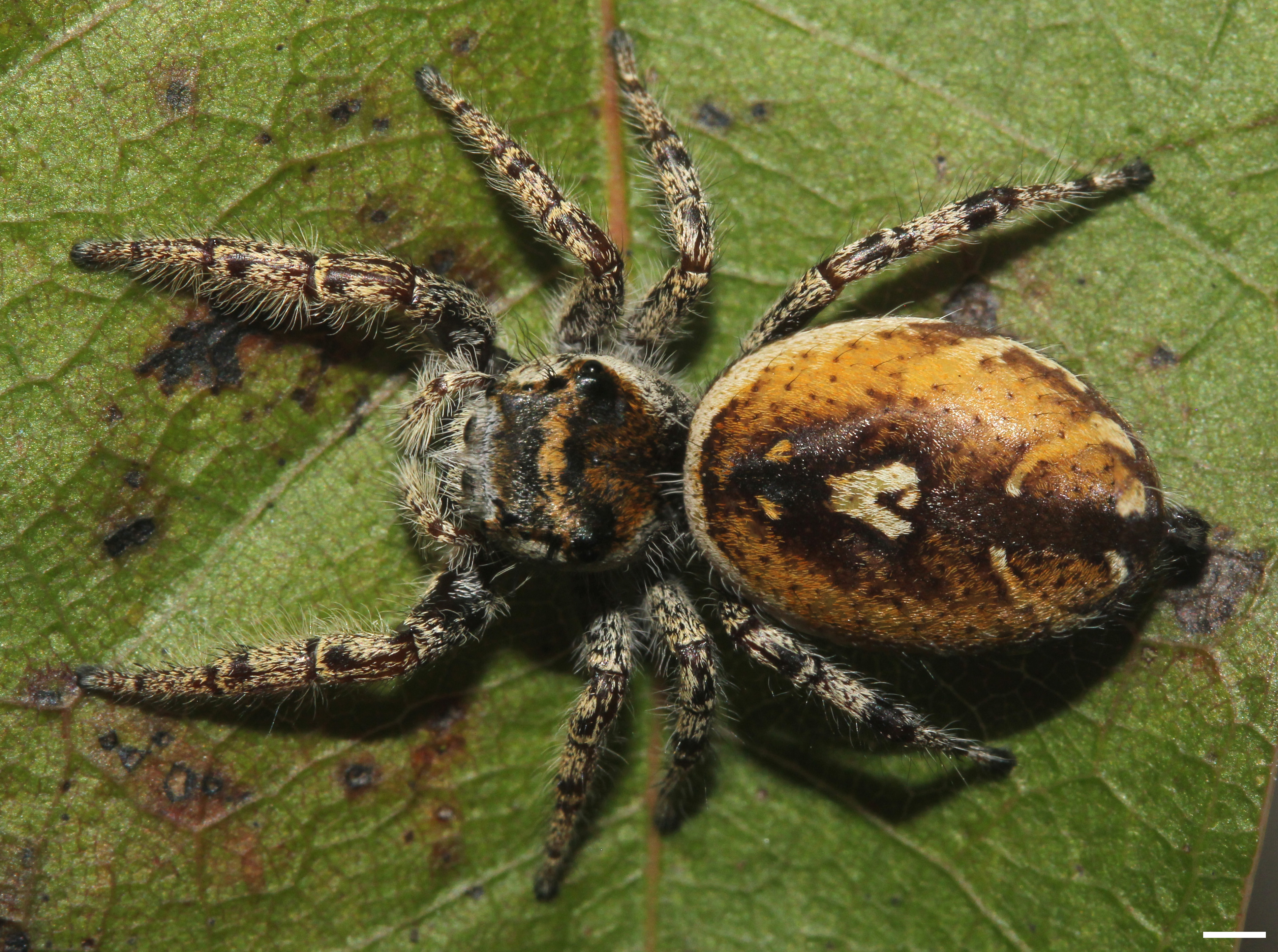
Phidippus arizonensis

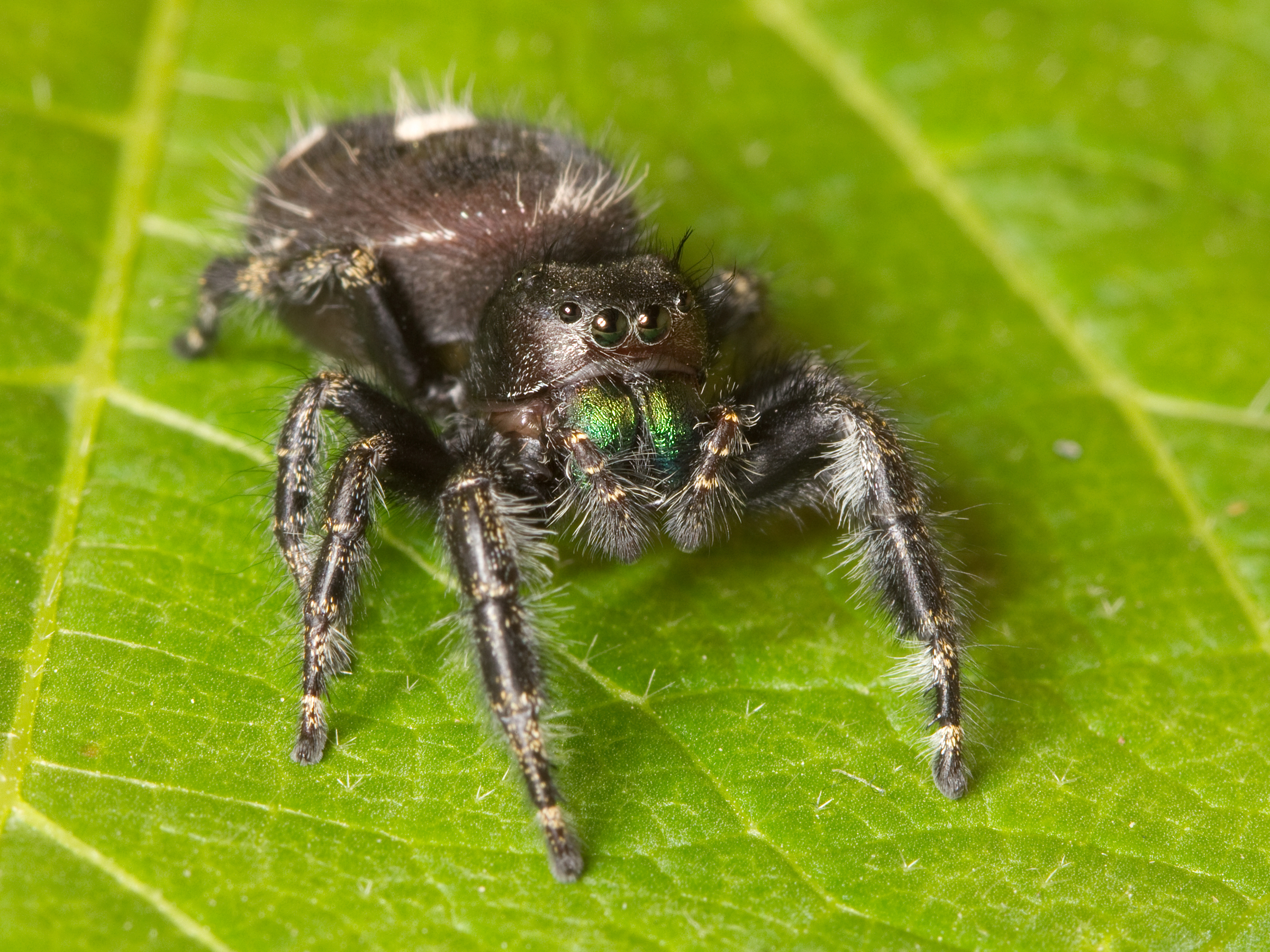
Phidippus audax

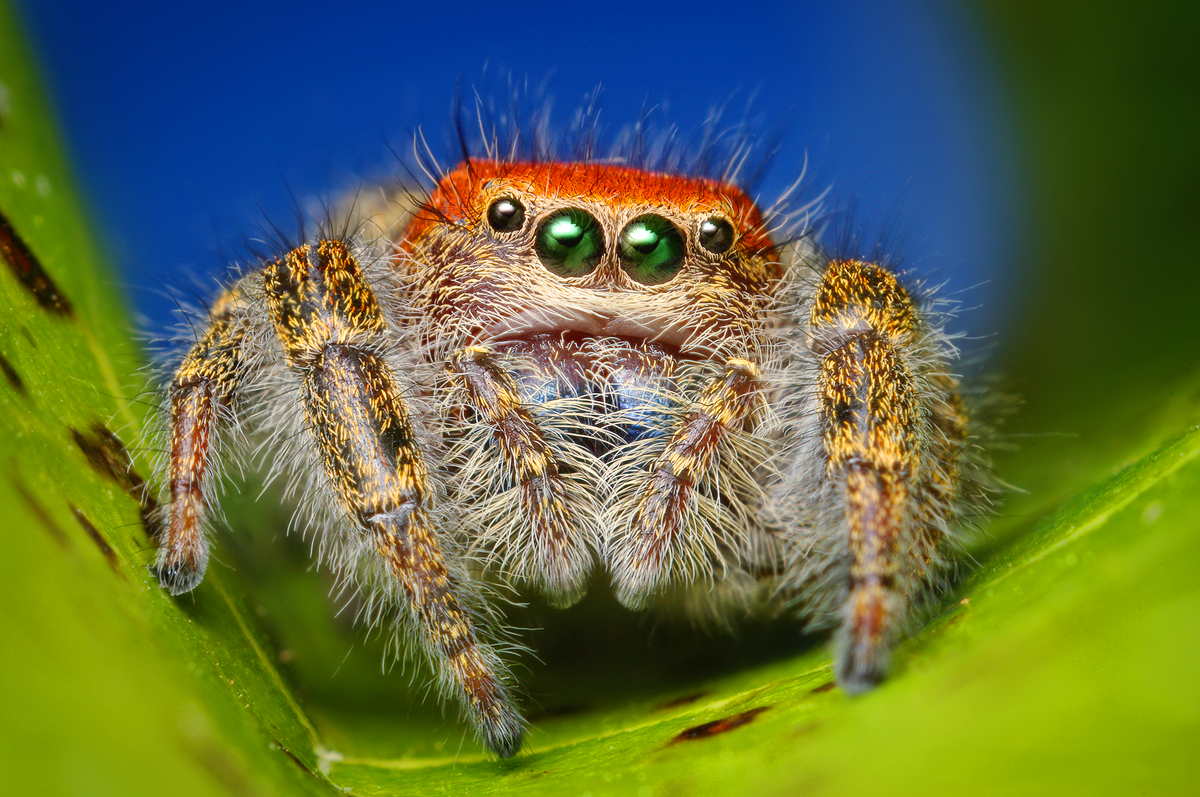
Phidippus cardinalis

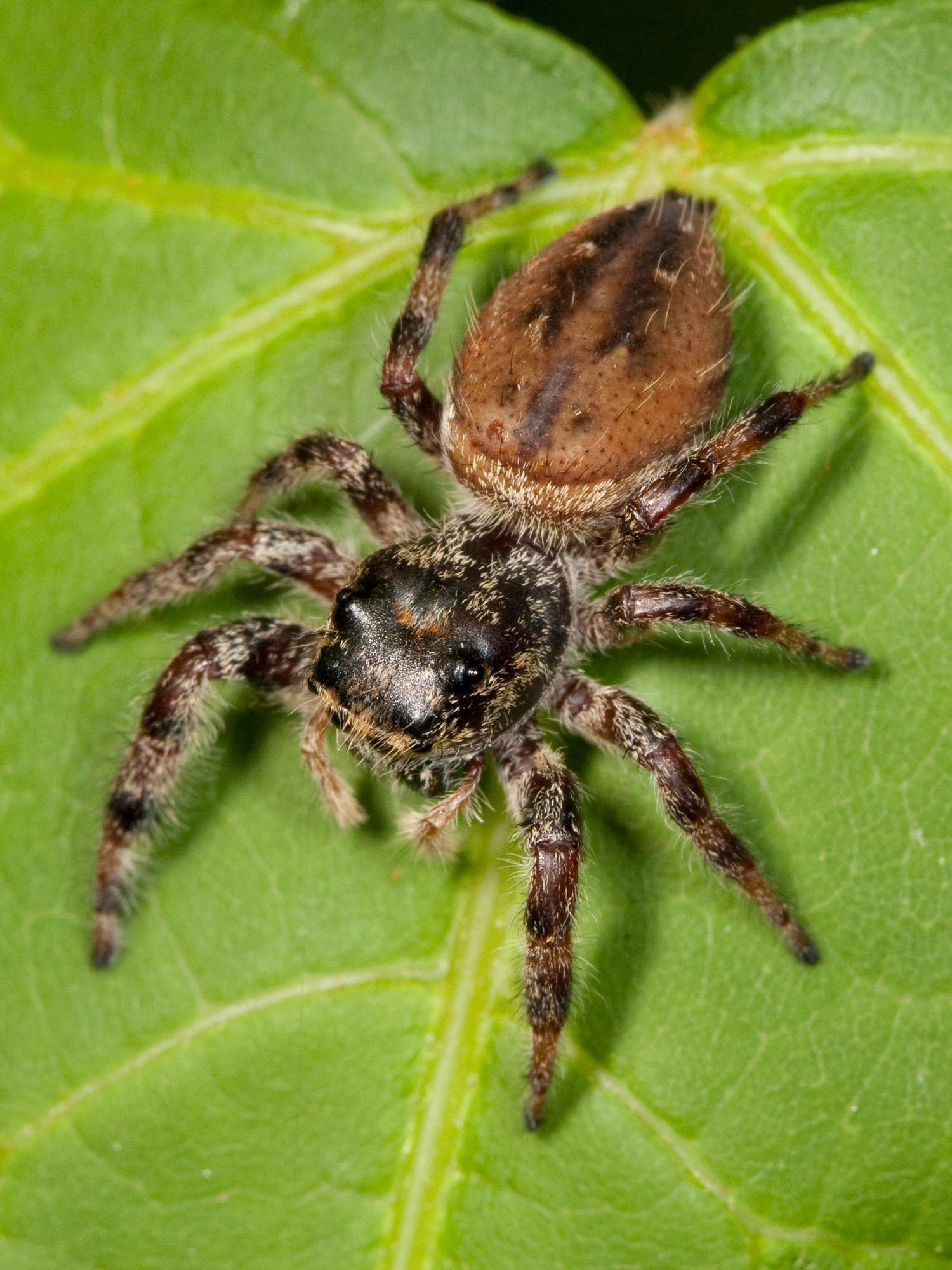
Phidippus clarus

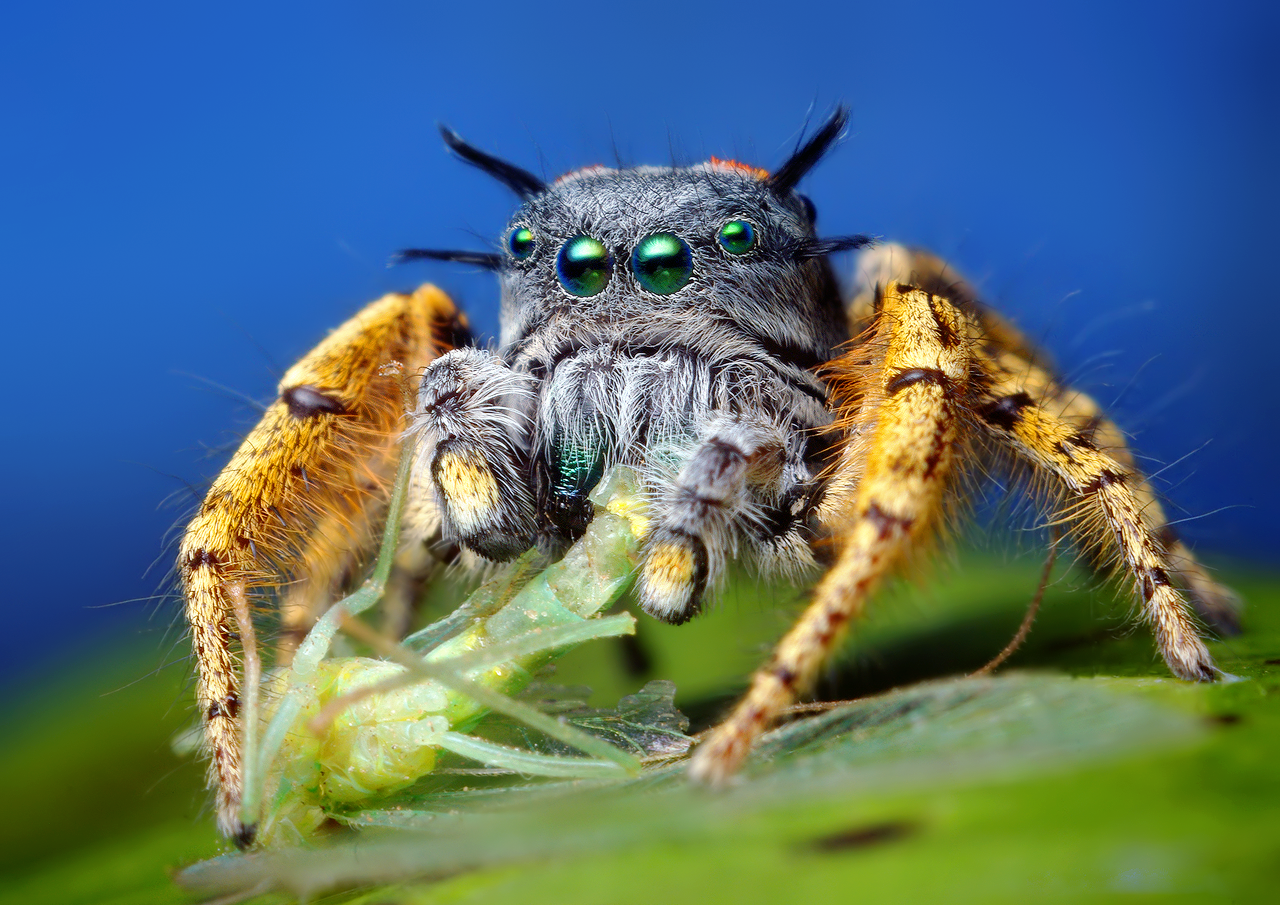
Phidippus mystaceus

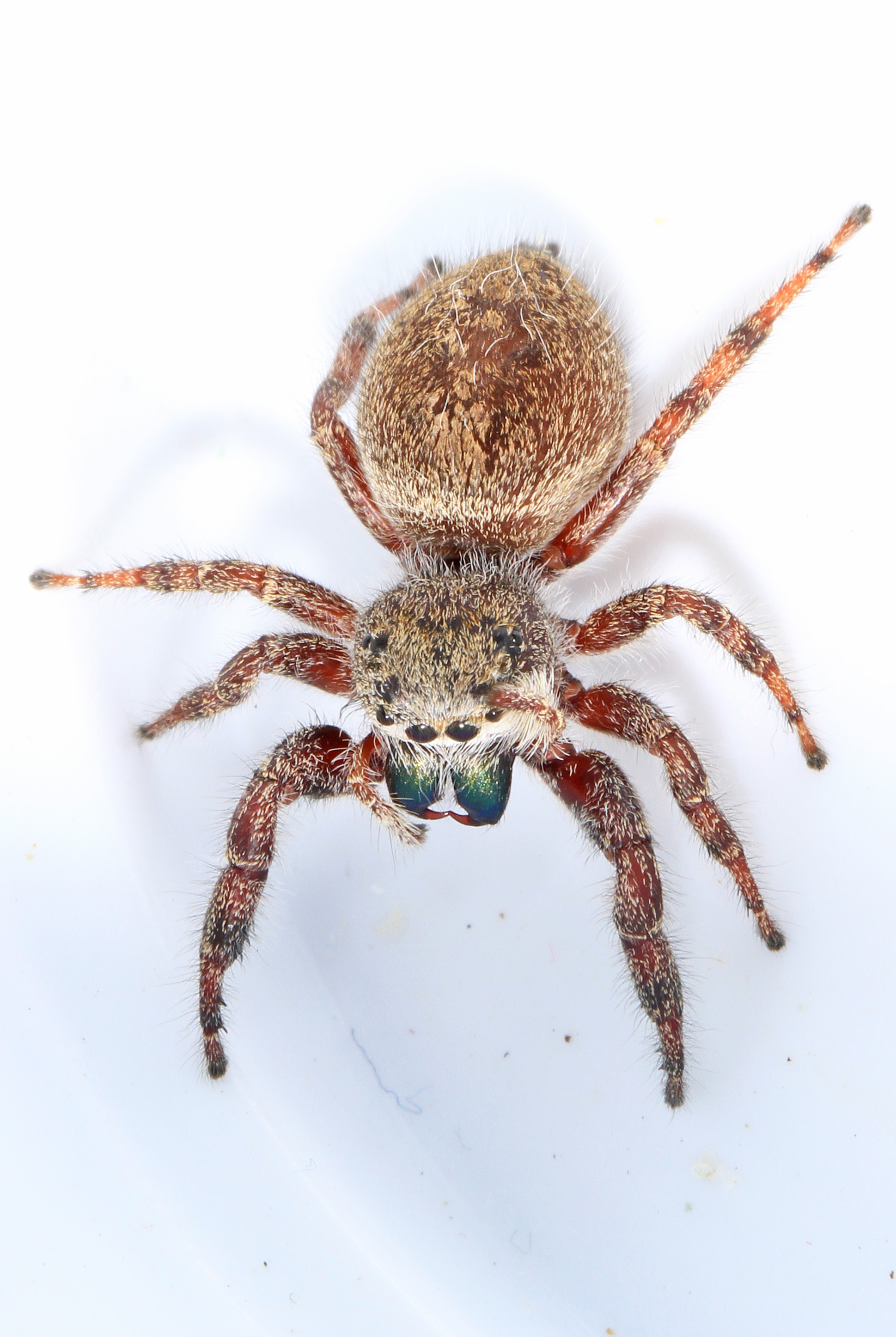
Phidippus princeps

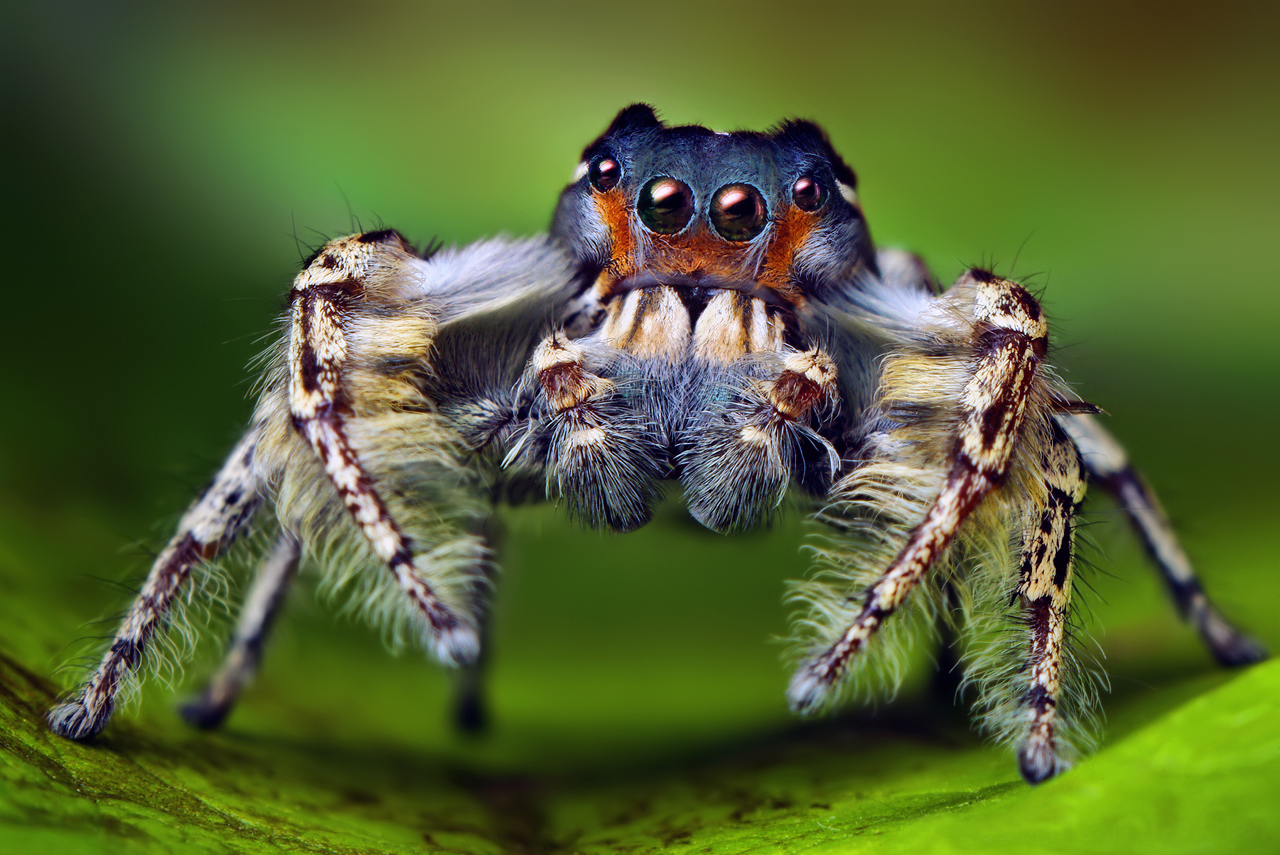
Phidippus putnami

Ce genre se caractérise par des chélicères brillantes, d'une iridescence verte, caractéristique partagée avec une araignée des Segestriidae, la Ségestrie florentine, avec laquelle il ne faut pas confondre les espèces de ce genre.
Quelques-unes des plus grandes espèces de la famille y appartiennent.

## Liste des espèces
Selon World Spider Catalog (version 25.0, 11/05/2024) :
- Phidippus adonis Edwards, 2004
- Phidippus adumbratus Gertsch, 1934
- Phidippus aeneidens Taczanowski, 1878
- Phidippus albocinctus Caporiacco, 1947
- Phidippus albulatus F. O. Pickard-Cambridge, 1901
- Phidippus amans Edwards, 2004
- Phidippus apacheanus Chamberlin & Gertsch, 1929
- Phidippus ardens G. W. Peckham & E. G. Peckham, 1901
- Phidippus arizonensis (G. W. Peckham & E. G. Peckham, 1883)
- Phidippus asotus Chamberlin & Ivie, 1933
- Phidippus audax (Hentz, 1845)
- Phidippus aureus Edwards, 2004
- Phidippus bengalensis Tikader, 1977
- Phidippus bhimrakshiti Gajbe, 2004
- Phidippus bidentatus F. O. Pickard-Cambridge, 1901
- Phidippus birabeni Mello-Leitão, 1944
- Phidippus boei Edwards, 2004
- Phidippus borealis Banks, 1895
- Phidippus calcuttaensis Biswas, 1984
- Phidippus californicus G. W. Peckham & E. G. Peckham, 1901
- Phidippus cardinalis (Hentz, 1845)
- Phidippus carneus G. W. Peckham & E. G. Peckham, 1896
- Phidippus carolinensis G. W. Peckham & E. G. Peckham, 1909
- Phidippus cerberus Edwards, 2004
- Phidippus clarus Keyserling, 1885
- Phidippus comatus G. W. Peckham & E. G. Peckham, 1901
- Phidippus concinnus Gertsch, 1934
- Phidippus cruentus F. O. Pickard-Cambridge, 1901
- Phidippus cryptus Edwards, 2004
- Phidippus dianthus Edwards, 2004
- Phidippus exlineae Caporiacco, 1955
- Phidippus felinus Edwards, 2004
- Phidippus georgii G. W. Peckham & E. G. Peckham, 1896
- Phidippus guianensis Caporiacco, 1947
- Phidippus hingstoni Mello-Leitão, 1948
- Phidippus insignarius C. L. Koch, 1846
- Phidippus johnsoni (G. W. Peckham & E. G. Peckham, 1883)
- Phidippus kastoni Edwards, 2004
- Phidippus lynceus Edwards, 2004
- Phidippus maddisoni Edwards, 2004
- Phidippus majumderi Biswas, 1999
- Phidippus mimicus Edwards, 2004
- Phidippus morpheus Edwards, 2004
- Phidippus mystaceus (Hentz, 1846)
- Phidippus nikites Chamberlin & Ivie, 1935
- Phidippus octopunctatus (G. W. Peckham & E. G. Peckham, 1883)
- Phidippus olympus Edwards, 2004
- Phidippus otiosus (Hentz, 1846)
- Phidippus pacosauritus Edwards, 2020
- Phidippus phoenix Edwards, 2004
- Phidippus pius Scheffer, 1905
- Phidippus pompatus Edwards, 2004
- Phidippus princeps (G. W. Peckham & E. G. Peckham, 1883)
- Phidippus pruinosus G. W. Peckham & E. G. Peckham, 1909
- Phidippus punjabensis Tikader, 1974
- Phidippus purpuratus Keyserling, 1885
- Phidippus putnami (G. W. Peckham & E. G. Peckham, 1883)
- Phidippus regius C. L. Koch, 1846
- Phidippus richmani Edwards, 2004
- Phidippus tenuis (Kraus, 1955)
- Phidippus texanus Banks, 1906
- Phidippus tigris Edwards, 2004
- Phidippus toro Edwards, 1978
- Phidippus tux Pinter, 1970
- Phidippus tyrannus Edwards, 2004
- Phidippus tyrrelli G. W. Peckham & E. G. Peckham, 1901
- Phidippus ursulus Edwards, 2004
- Phidippus venus Edwards, 2004
- Phidippus vexans Edwards, 2004
- Phidippus whitmani G. W. Peckham & E. G. Peckham, 1909
- Phidippus workmani G. W. Peckham & E. G. Peckham, 1901
- Phidippus yashodharae Tikader, 1977
- Phidippus zebrinus Mello-Leitão, 1945
- Phidippus zethus Edwards, 2004

Selon World Spider Catalog (version 23.5, 2023) :
- † Phidippus impressus C. L. Koch & Berendt, 1854
- † Phidippus pusillus C. L. Koch & Berendt, 1854

## Systématique et taxinomie
Ce genre a été décrit par C. L. Koch en 1846.

## Publication originale
- C. L. Koch, 1846 : Die Arachniden. Nürnberg, vol. 13, p. 1-234 (texte intégral).